# Acanthodelta regularidia
Acanthodelta regularidia är en fjärilsart som beskrevs av Embrik Strand 1912. Acanthodelta regularidia ingår i släktet Acanthodelta och familjen nattflyn. Inga underarter finns listade i Catalogue of Life.